# Nuevo Ideario Nacional
El Nuevo Ideario Nacional  es un manifiesto insurreccional de 1929  en Paraguay, firmado por Óscar Creydt, Obdulio Barthe, entre otros, en las que pedían una revolución social para crear una sociedad anarcosindicalista .

## Contenido
El Nuevo Ideario Nacional llamó a una revolución social para crear una sociedad anarcosindicalista gobernada por asambleas populares descentralizadas y sindicatos . Este denunció las estructuras políticas paraguayas existentes, el imperialismo, el marxismo y el autoritarismo del período nacionalista. El Nuevo Ideario Nacional escribió que los presentes partidos políticos  y la política parlamentaria servían a la  más  élite que al pueblo, y que la revolución social se convertiría en un conflicto étnico entre la población rural de habla guaraní y la élite de influencia europea. 

## Publicación
Jóvenes intelectuales paraguayos publicaron la proclamación en la ciudad de Asunción, en el mes de  agosto de 1929. Se difundió a través del semanario anarcosindicalista La Palabra, que publicó 15 números capitalinos entre los meses de octubre de 1930 y enero de 1931. Los estudiantes y sindicalistas militantes absorbieron fácilmente sus ideas a medida que el capitalismo internacional y la política económica interna de laissez-faire perdían vigencia. 

## Legado
El Nuevo Ideario Nacional y su oposición, la Liga Nacional Independiente, fueron las principales fuerzas intelectuales del período liberal de Paraguay. El movimiento culminó con la fallida toma de Encarnación en febrero de 1931, que fracasó junto con una huelga general abortada encabezada por trabajadores de la construcción en Asunción. El utopismo del Nuevo Ideario Nacional se disipó gradualmente en favor de políticas más inmediatas, incluido el creciente interés por el marxismo entre los partidarios de la proclamación en los años treinta. Dos de los firmantes de la proclama encabezarían posteriormente el Partido Comunista Paraguayo . 